# Bull Bay
Bull Bay (en galés: Porth Llechog) es un pueblo en la costa norte de Anglesey, Gales. Su nombre galés: Porth Llechog significa "bahía a refugio". El nombre inglés deriva de Pwll y Tarw ("la charca del toro"), que se encuentra cerca de la costa junto a la bahía.
El pueblo se encuentra en la A5025. Es el pueblo más al norte en Gales y también contiene el terreno de golf más al norte de Gales, que fue abierto y financiado por un aristócrata local en 1913. La isla de East Mouse está dentro de la bahía. La línea de costa es rocosa y alberga muchas cuevas. Algunas de estas rocas tienen unos 570 millones de años, lo que las sitúan entre las más antiguas de Gales.